# Dirt
A Dirt az Alice In Chains rockegyüttes második nagylemeze, 1992. szeptember 29-én jelent meg. Ez az album hozta meg a zenekar számára az áttörést, és a grunge stílus egyik meghatározó lemeze lett. A felvétel alatt vált Layne Staley énekes heroinfüggővé, ami később halálához is vezetett.
Az album a Billboard 200-as listán a 6. helyig jutott, majd az évek múltával négyszeres platinalemez lett belőle az Amerikai Egyesült Államokban. A lemezt 2017-ben a Rolling Stone magazin a Minden idők 100 legjobb metalalbuma listáján a 26. helyre rangsorolta. Az album szerepel az 1001 lemez, amit hallanod kell, mielőtt meghalsz című könyvben.

## Az album dalai
|     | Cím             | Szerző(k)                       | Hossz |
| --- | --------------- | ------------------------------- | ----- |
| 1.  | Them Bones      | Cantrell                        | 2:30  |
| 2.  | Dam That River  | Cantrell                        | 3:09  |
| 3.  | Rain When I Die | Cantrell, Staley, Kinney, Starr | 6:01  |
| 4.  | Down in a Hole  | Cantrell                        | 5:38  |
| 5.  | Sickman         | Cantrell, Staley                | 5:29  |
| 6.  | Rooster         | Cantrell                        | 6:15  |
| 7.  | Junkhead        | Cantrell, Staley                | 5:09  |
| 8.  | Dirt            | Cantrell, Staley                | 5:16  |
| 9.  | God Smack       | Cantrell, Staley                | 3:50  |
| 10. | Iron Glad       | Cantrell                        | 0:43  |
| 11. | Hate to Feel    | Staley                          | 5:16  |
| 12. | Angry Chair     | Staley                          | 4:47  |
| 13. | Would?          | Cantrell                        | 3:28  |

### Ausztrál és brit kiadás
|     | Cím             | Szerző(k)                       | Hossz |
| --- | --------------- | ------------------------------- | ----- |
| 1.  | Them Bones      | Cantrell                        | 2:30  |
| 2.  | Dam That River  | Cantrell                        | 3:09  |
| 3.  | Rain When I Die | Cantrell, Staley, Kinney, Starr | 6:01  |
| 4.  | Sickman         | Cantrell, Staley                | 5:29  |
| 5.  | Rooster         | Cantrell                        | 6:15  |
| 6.  | Junkhead        | Cantrell, Staley                | 5:09  |
| 7.  | Dirt            | Cantrell, Staley                | 5:16  |
| 8.  | God Smack       | Cantrell, Staley                | 3:50  |
| 9.  | Iron Glad       | Cantrell                        | 0:43  |
| 10. | Hate to Feel    | Staley                          | 5:16  |
| 11. | Angry Chair     | Staley                          | 4:47  |
| 12. | Down in a Hole  | Cantrell                        | 5:38  |
| 13. | Would?          | Cantrell                        | 3:28  |

## Közreműködtek
- Alice In Chains – producer
- Dave Jerden – producer, keverés
- Layne Staley – gitár, ének, sun logo/icons
- Jerry Cantrell – gitár, vokál
- Mike Starr – basszusgitár
- Sean Kinney – dob
- Tom Araya – ének az "Iron Gland" c. számon

## Egyebek
- A Dirt ugyanazon a napon lett kiadva, mint a Stone Temple Pilots első albuma, a "Core".
- A "Sickman", "Junkhead", "Dirt", "God Smack", "Hate to Feel" and "Angry Chair" dalok Staley heroinnal való kapcsolatáról szólnak.
- A "Rooster" c. szám Cantrell apjának vietnámi háborús tapasztalatairól szól. Cantrell apja a 101. légihadtestben harcolt, aminek a tagjai egy sast ábrázoló jevényt hordtak, amit a vietnámiak 'rooster'-nek hívtak.
- Az "Iron Gland" c. szám a Black Sabbath "Iron Man" számának paródiája. A számban Tom Araya (Slayer) énekel.

## Ranglistás helyezések

### Album
| Év   | Lista             | Hely |
| ---- | ----------------- | ---- |
| 1992 | Billboard Top 200 | 6    |

### Kislemezek
| Év   | Kislemez       | Lista                  | Hely |
| ---- | -------------- | ---------------------- | ---- |
| 1992 | Would?         | Mainstream Rock Tracks | 5    |
| 1992 | Would?         | Modern Rock Tracks     | 11   |
| 1992 | Them Bones     | Mainstream Rock Tracks | 24   |
| 1992 | Them Bones     | Modern Rock Tracks     | 30   |
| 1993 | Rooster        | Mainstream Rock Tracks | 7    |
| 1993 | Angry Chair    | Mainstream Rock Tracks | 34   |
| 1993 | Angry Chair    | Modern Rock Tracks     | 27   |
| 1993 | Down in a Hole | Mainstream Rock Tracks | 10   |
| 1993 | Down in a Hole | Modern Rock Tracks     | 10   |
| 1994 | Down in a Hole | Mainstream Rock Tracks | 11   |